# Dinamarca 17–1 França (1908)
Dinamarca 17 x 1 França foi uma partida de futebol que entrou para a história por ser a maior goleada já registrada nos Jogos Olímpicos

## Recordes e estatísticas
- Maior Goleada numa partida de futebol nos jogos olímpicos
- Maior goleada sofrida pela Seleção Francesa de Futebol na história.
- Maior goleada da Seleção Dinamarquesa de Futebol na história.
- Maior número de gols marcados por apenas 1 jogador nos Jogos Olímpicos - Sophus Nielsen com dez gols
- 10a maior goleada da história em partidas de futebol entre seleções (até janeiro de 2014)[2]

## Detalhes da Partida
| 22 de outubro de 1908 13:00 | França        | 1 – 17    | Dinamarca | Estádio White City, Londres                 |
|                             | Sartorius 16' | Relatório | S. Nielsen 3', 4', 6', 39', 46', 48', 52', 64', 66', 76' · Lindgreen 18', 37' · Wolfhagen 60', 72', 82', 89' · N. Middleboe 68' | Público: 1,000 Árbitro: GBR Thomas Campbell |